# Міжнародна федерація кюдо
Міжнародна федерація кюдо (International Kuydo Federation) IKYF заснована в 2009 році в Токіо. Займається організацією та проведенням міжнародних семінарів та змагань. Контролює діяльність в національних федерацій. Офіційний сайт IKYF http://www.ikyf.org [Архівовано 5 травня 2020 у Wayback Machine.].

Федерації, асоціації та об'єднання визнанні IKYF:

- EKF (European Kyudo Federation) Європейська федерація кюдо https://web.archive.org/web/20120126070056/http://ekf.kyudo.org.uk//. Заснована в 1980 році для сприяння діяльності національних федерацій кюдо на Європейському континенті. Статус повноправних членів EKF здобули національні федерації: Австрії (Austria) http://www.kyudoverband.at [Архівовано 31 березня 2022 у Wayback Machine.],  Бельгії (Belgium) https://web.archive.org/web/20130919144137/http://www.kyudo-org.be/,  Фінляндії (Finland) http://www.kolumbus.fi/fikyfe/ [Архівовано 20 жовтня 2011 у Wayback Machine.], Франції (France) http://www.kyudo.fr [Архівовано 10 березня 2022 у Wayback Machine.], Німеччини (Germany) http://www.kyudo.de [Архівовано 21 червня 2018 у Wayback Machine.], Ісландії (Iceland), Італії (Italy) http://www.associazioneitalianakyudo.it [Архівовано 2 травня 2021 у Wayback Machine.], Люксембургу (Luxembourg), Нідерландів (Netherlands) http://www.kyudo-renmei.com [Архівовано 18 вересня 2017 у Wayback Machine.], Норвегії (Norway) http://www.kyudo.no [Архівовано 7 липня 2012 у Wayback Machine.], Португалії (Portugal) http://www.kyudo.pt [Архівовано 9 грудня 2021 у Wayback Machine.], Іспанії (Spain) http://www.kyudo.es [Архівовано 11 березня 2022 у Wayback Machine.], Швеції (Sweden) www.budokampsport.se, Швейцарії (Switzerland) http://www.kyudo.ch [Архівовано 31 березня 2022 у Wayback Machine.], Об'єднаного Королівства (UK) http://www.kyudo.org.uk [Архівовано 15 березня 2022 у Wayback Machine.].
- ANKF (All Nippon Kyudo Federation) Всеяпонська федерація кюдо http://www.kyudo.jp [Архівовано 28 травня 2010 у Wayback Machine.]. Заснована в 1949 році в Токіо.
- AKR (AMERICAN KYUDO RENMEI) Об'єднання організацій кюдо Америки http://www.kyudo.com [Архівовано 23 квітня 2022 у Wayback Machine.]. Заснована в 2003 році

Країни в яких розвивається кюдо, чи їх національні федерації стали асоційованими членами міжнародних федерацій IKYF або EKF: 

Росія (Russia) http://www.kyudo.ru [Архівовано 3 квітня 2022 у Wayback Machine.], 
Угорщина (Hungary) http://www.bukyukai.hu [Архівовано 16 березня 2022 у Wayback Machine.], 
Латвія (Latvia) https://web.archive.org/web/20090916204228/http://www.kendo.lv/, 
Литва (Lithuania) http://www.kyudo.lt [Архівовано 15 березня 2022 у Wayback Machine.],
Польща (Poland) http://www.kyudo.om.pl [Архівовано 3 грудня 2020 у Wayback Machine.], 
Греція (Czech Republic), 
Румунія (Romania), 
Україна (Ukraine) http://www.kyudo.org, 
Аргентина (Argentina),
Бразилія (Brazil),
Канада (Canada) http://www.kyudo.ca [Архівовано 25 грудня 2021 у Wayback Machine.], 
Данія (Denmark),
Мексика (Mexico),
Нова Зеландія (New Zealand),